# Christchurch F.C.
Christchurch FC là một câu lạc bộ bóng đá có trụ sở tại Christchurch, Dorset, Anh. Đội bóng hiện thi đấu tại Wessex League Premier Division và có sân nhà ở Hurn Bridge Sports Ground.

## Danh hiệu
- Wessex League
  - Nhà vô địch Division One mùa giải 2017–18
  - Nhà vô địch League Cup mùa giải 2011–12[3]
- Hampshire League
  - Nhà vô địch Division Two các mùa giải 1937–38, 1947–48, 1985–86[4][1]
  - Nhà vô địch Division Three mùa giải 1956–57[5][6]
- Hampshire Intermediate Cup
  - Nhà vô địch mùa giải 1986–87
- Hampshire Junior Cup
  - Nhà vô địch các mùa giải 1892–93, 1911–12, 1920–21[1]
- Bournemouth Senior Cup
  - Nhà vô địch các mùa giải 1967–68, 1968–69, 1969–70[1]
- Bournemouth Pickford Cup
  - Nhà vô địch mùa giải 1976–77

## Thống kê
- Thành tích tốt nhất tại FA Cup: Vòng loại thứ ba mùa giải 2020–21[6]
- Thành tích tốt nhất tại FA Vase: Vòng năm mùa giải 2008–09[6]